# Copa de la Asociación de Fútbol de Namibia
La NFA-Cup (Asociación de Fútbol de la Copa Namibia), oficialmente Bidvest Namibia Cup, es un torneo de fútbol Namibio, se disputa desde 1990 y es organizada por la Asociación de Fútbol de Namibia. (enlace roto disponible en Internet Archive; véase el historial, la primera versión y la última).
El equipo campeón clasifica a la Copa Confederación de la CAF.

## Finales
| Temporada | Campeón                  | Resultado        | Finalista                       |
| --------- | ------------------------ | ---------------- | ------------------------------- |
| 1990      | Black Africa FC          | -                | Orlando Pirates Windhoek        |
| 1991      | Chief Santos             | -                | Blue Waters FC                  |
| 1992      | Liverpool Okahandja      | 2 - 0            | Young Ones Windhoek             |
| 1993      | Black Africa FC          | 3 - 2            | Young Ones Windhoek             |
| 1994      | Blue Waters FC           | -                | United Africa Tigers            |
| 1995      | United Africa Tigers     | 1 - 0            | Black Africa FC                 |
| 1996      | United Africa Tigers     | 2 - 1            | African Stars                   |
| 1997      | Chief Santos             | 1 - 0            | United Africa Tigers            |
| 1998      | No disputada             | No disputada     | No disputada                    |
| 1999      | Chief Santos             | 1 - 0            | United Africa Tigers            |
| 2000      | Chief Santos             | 4 - 2            | Life Fighters Otjiwarongo       |
| 2001      | No disputada             | No disputada     | No disputada                    |
| 2002      | Orlando Pirates Windhoek | 2 - 1            | United Africa Tigers            |
| 2003      | FC Civics                | 4 - 2            | United Africa Tigers            |
| 2004      | Black Africa FC          | 2 - 0            | Life Fighters Otjiwarongo       |
| 2005      | Ramblers FC              | 2 - 2 (5-4 pen.) | Black Africa FC                 |
| 2006      | Orlando Pirates Windhoek | 1 - 0            | SK Windhoek                     |
| 2007      | African Stars            | 0 - 0 (5-3 pen.) | Orlando Pirates Windhoek        |
| 2008      | FC Civics                | 1 - 0            | African Stars                   |
| 2009      | Orlando Pirates Windhoek | 1 - 1 (3-2 pen.) | Eleven Arrows                   |
| 2010      | African Stars            | 1 - 0            | FC Civics                       |
| 2011      | Eleven Arrows            | 2 - 0            | FC Civics                       |
| 2012      | No disputada             | No disputada     | No disputada                    |
| 2013      | African Stars            | 2 - 0            | Mighty Gunners FC               |
| 2014      | African Stars            | 0 - 0 (3-2 pen.) | Citizens FC                     |
| 2015      | United Africa Tigers     | 1 - 1 (4-2 pen.) | Orlando Pirates Windhoek        |
| 2016      | No disputada             | No disputada     | No disputada                    |
| 2017      | Young African F.C.       |                  |                                 |
| 2018      | African Stars            | 1 - 0            | UNAM FC (University of Namibia) |
| 2019-2020 | No disputada             | No disputada     | No disputada                    |
| 2021      | FC Civics                |                  |                                 |
| 2022-2023 | No disputada             | No disputada     | No disputada                    |
| 2024      | African Stars            |                  |                                 |

## Títulos por club
| Club                 | Ciudad     | Campeón | Años campeón                       |
| -------------------- | ---------- | ------- | ---------------------------------- |
| African Stars        | Windhoek   | 6       | 2007, 2010, 2013, 2014, 2018, 2024 |
| Chief Santos         | Tsumeb     | 4       | 1991, 1997, 1999, 2000             |
| Black Africa FC      | Windhoek   | 3       | 1990, 1993, 2004                   |
| Orlando Pirates      | Windhoek   | 3       | 2002, 2006, 2009                   |
| United Africa Tigers | Windhoek   | 3       | 1995, 1996, 2015                   |
| FC Civics            | Windhoek   | 3       | 2003, 2008, 2021                   |
| Liverpool            | Okahandja  | 1       | 1992                               |
| Blue Waters FC       | Walvis Bay | 1       | 1994                               |
| Ramblers FC          | Windhoek   | 1       | 2005                               |
| Eleven Arrows        | Walvis Bay | 1       | 2011                               |
| Young African F.C.   | Windhoek   | 1       | 2017                               |